# Bằng sáng chế

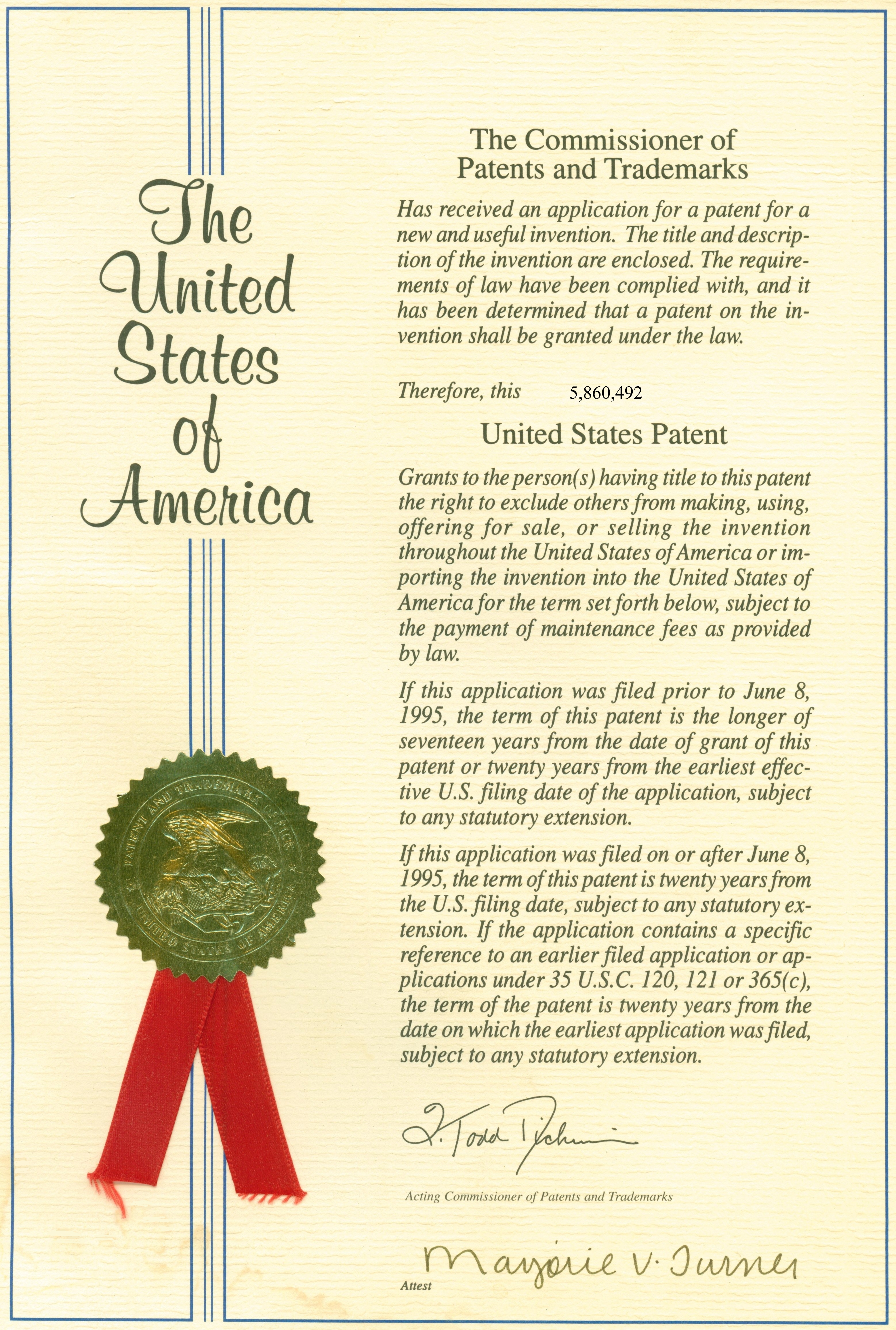
Bìa của bằng sáng chế Hoa Kỳ

Một bằng sáng chế hay bằng độc quyền sáng chế  là một chứng nhận các đặc quyền dành cho nhà sáng chế hoặc chủ sở hữu sáng chế bởi một quốc gia trong một thời hạn nhất định, đổi lấy việc nội dung của sáng chế được công bố rộng rãi ra công chúng. Quy trình để cấp bằng sáng chế, các điều kiện để cấp bằng và đặc quyền cũng như thời hạn của đặc quyền thay đổi giữa các quốc gia, theo luật pháp của từng quốc gia và các thỏa thuận quốc tế.

## Quy định
Thông thường, để được có bằng sáng chế, các yêu cầu cấp bằng cần chỉ rõ tính mới (chưa được công bố hoặc chưa được dùng hoặc chưa được cấp bằng hoặc chưa được mô tả ở bất cứ tài liệu nào), tính sáng tạo và không hiển nhiên (không được hiển nhiên đối với một người bình thường trong ngành), và tính hữu ích hay ứng dụng công nghiệp. Ngoài các quy định thông dụng trên, tại một số quốc gia, nếu nộp hồ sơ cấp bằng sáng chế muộn quá một thời gian quy định sau ngày công bố đầu tiên thì hồ sơ sẽ không được nhận. Nếu có dấu hiệu cho thấy một nhà sáng chế không còn hoạt động gì để hoàn thiện sáng chế của họ, trong khi có nhà sáng chế khác sau đó tiếp tục hoàn thiện sáng chế này, bằng sáng chế có thể được cấp cho nhà sáng chế sau chứ không phải là nhà sáng chế đầu. Ở nhiều nước, một số chủ đề không được cấp bằng sáng chế, như phương pháp kinh doanh.
Các đặc quyền được cấp cho một bằng sáng chế, tại hầu hết các nước, gồm quyền ngăn cấm người khác làm, sử dụng, bán, hoặc phân phối các sáng chế mà không được phép, trong lãnh thổ của quốc gia cấp bằng. Tại một số quốc gia, có thể tồn tại nhiều loại bằng sáng chế khác nhau, ứng với các điều kiện cấp bảo hộ và thời hạn bảo hộ khác nhau.
Trong Hiệp định về các Khía cạnh Liên quan đến Thương mại của Sở hữu Trí tuệ của Tổ chức Thương mại Thế giới (WTO), bằng sáng chế cần được cho phép cấp trong tất cả các lĩnh vực công nghệ, tại các nước thành viên WTO, đối với bất kỳ sáng chế nào  và thời hạn bảo hộ nên là hai mươi năm tối thiểu.
Tại Việt Nam, bằng độc quyền sáng chế có hiệu lực từ ngày cấp và kéo dài đến hết hai mươi năm kể từ ngày nộp đơn.
Không phải bằng sáng chế nào cũng có giá trị thương mại. Tiền bản quyền thu được khi bán hay chuyển giao công nghệ từ bằng sáng chế, nếu có, có thể không bù đắp được chi phí nghiên cứu công nghệ và đăng ký bảo hộ. Khi bằng sáng chế được cấp, nội dung của sáng chế được công bố rộng rãi, và có thể tới những lãnh thổ tại đó nó chưa được bảo hộ. Ngược lại, các sáng chế không được cấp bằng vẫn có những giá trị; ví dụ như chúng có thể là bí quyết công nghệ.
Kho dữ liệu về nội dung các sáng chế đã được cấp bằng, quản lý bởi chính phủ các quốc gia, là nguồn tài nguyên công bố công cộng, có thể giúp các nhà nghiên cứu công nghệ tìm hiểu sâu về công nghệ liên quan, các nhà kinh doanh nắm được xu hướng công nghệ của đối thủ, các học giả có thêm tài liệu tham khảo miễn phí hoặc chi phí rất thấp. Tính đến năm 2010, đã có khoảng 60 triệu nội dung sáng chế (được cấp bằng) được tóm tắt hoặc công bố chi tiết trên mạng Internet.